# Michelsneukirchen
Michelsneukirchen er en kommune i Regierungsbezirk Oberpfalz i den østlige del af den tyske delstat Bayern, med knap 1.800 indbyggere.
Den er en del af Verwaltungsgemeinschaft Falkenstein.

## Geografi
Kommunen ligger i udkanten af Bayerischen Wald.

### Nabokommuner
Nabokommuner og landsbyer er Schorndorf, Falkenstein, Obertrübenbach og i Niederbayern Zinzenzell.

### Landsbyer og bebyggelser
I kommunen er der flere mindre landsbyer: Dörfling, Woppmannsdorf, Eidengrub, Momannsfelden, Regelsmais og Ponholz.